# Глаголін Борис Сергійович
Бори́с Сергі́йович Глаго́лін  (нар. 11 (23) січня 1879, Саратов, Росія — 13 грудня 1948, Голлівуд, США) — український актор, режисер театру та кіно. Заслужений артист Республіки (1922).

## Біографічні дані
Справжнє прізвище — Гусєв.
Навчався в Петербурзі на драматичних курсах і в університеті.
1917—1926 працював в Україні:
- у трупі Миколи Синельникова (Харків, 1917—1918),
- у камерному театрі В. Барановської (Харків, 1918—1919),
- у Першому радянському драматичному театрі (Харків, 1919),
- в Українському драматичному театрі імені Івана Франка (Харків, 1924—1926).

Брав участь в організації одеських театрів, серед них «Держдрама».
Очолював трупу «Художня асоціація під керівництвом Б. С. Глаголіна» (1921—1922).
Від 1928 за кордоном.
Син Олексій Глаголін (1901—1987) був актором, режисером, педагогом.

## Ролі
- Хлестаков («Ревізор» Миколи Гоголя).
- Гамлет («Гамлет» Вільяма Шекспіра).

## Вистави
- «Кандіда» Бернарда Шоу (1920).
- «Лілюлі» Ромена Роллана (1922).
- «Багато галасу даремно» (1926) Вільяма Шекспіра.

## Фільми
- «Знову на землі» (Всеукраїнський кінокомітет — Одеса, 1921) — сценарист, режисер, виконавець ролі Христа.
- «Кіра-Кіраліна» (Всеукраїнське кінофотоуправління — Ялта, 1927).